# 세도중학교
세도중학교(世道中學校)는 대한민국 충청남도 부여군 세도면 간대리에 있는 공립 중학교이다.

## 학교 연혁
- 1971년 1월 16일 : 세도중학교 설립 인가(남녀공학 9학급)
- 1971년 3월 10일 : 개교
- 1974년 1월 10일 : 제1회 졸업식 거행(196명)
- 2002년 12월 12일 : 산유화관 개관식
- 2023년 9월 1일 : 제25대 김미숙 교장 부임
- 2024년 1월 5일 : 제51회 졸업식(7명, 졸업생총수 6,328명)
- 2024년 3월 4일 : 신입생 입학(10명)

## 참고 자료
- 세도중학교 - 한국교육학술정보원 학교알리미